# Sminthopsis gilberti
El ratón marsupial de Gilbert o dunnart de Gilbert (Sminthopsis gilberti) es una especie de marsupial dasiuromorfo de la familia Dasyuridae endémica de Australia.

## Características
Es similar al dunnart de cola larga. Mide de 155 a 180 mm del hocico a la cola: de 80 a 90 del hocico al ano, más una cola 75 a 90. Las patas posteriores miden 18 mm; las orejas, 21. El peso es de 20 gramos.

## Distribución y hábitat
El ratón marsupial de Gilbert se encuentra al sur del cinturón de trigo de Australia Occidental, cerca de Perth y el río Swan, así como en la llanura de Roe, cerca del límite con Australia Meridional. 
Vive en zonas de matorrales, y abunda en bosques costeros, secos y semiáridos.

## Costumbres y reproducción
Es una especie nocturna que construye nidos en agujeros en el suelo, bajo arbustos frondosos. Su período de reproducción va de septiembre a diciembre, y las crías son destetadas de enero a febrero.